# Gülşen Aktaş
Gülşen Aktaş (nacida en 1957) es una educadora y trabajadora social turca de origen kurdo. Vive en Schöneberg, Berlín, y atiende las necesidades de las mujeres inmigrantes en Alemania. Fue galardonada con el premio "Kosmopolita" en 2009 y con la "Orden al Mérito de Berlín" en 2011.

## Primeros años de vida
Gülşen Aktaş nació en Tunceli, región de Anatolia Oriental de Turquía en 1957. Ella es de origen kurdo aleví.
 Su padre murió a temprana edad y su madre se mudó sin sus hijos a Alemania para trabajar como Gastarbeiter. Trabajó durante años en una fábrica para mantener a sus cuatro hijas en Turquía. Gülşen Aktaş creció con familiares en Turquía. Se graduó de la escuela secundaria en Şanlıurfa y se convirtió en maestra de escuela primaria en la provincia de Diyarbakır.
A la edad de 21 años, Gülşen Aktaş se mudó con su madre a Alemania. Primero en Frankfurt am Main y luego en Berlín, donde completó sus estudios de Ciencias Políticas.

## Carrera
Después de graduarse, trabajó en uno de los primeros refugios para mujeres en Berlín y colaboró en varios proyectos para inmigrantes y mujeres. En 2004 supervisó y asesoró a alumnos y padres de diversos orígenes en la escuela primaria Neumark en Schöneberg, donde reside. Asimismo, fundó una red de mujeres, madres y niñas de origen armenio, turco, kurdo, bosnio y árabe.
Desde 2007 gestiona "Huzur" ("paz" o "tranquilidad" en turco), un centro para personas mayores frecuentado por inmigrantes de primera generación. El centro promueve el diálogo intercultural entre diferentes grupos étnicos de todas las edades. Además se organizan actividades de integración a través de la educación y el ocio. Otras ofertas son clases de alfabetización, coro, marcha nórdica en el Tiergarten y karaoke para personas mayores. En Huzur, las excursiones sobre la historia de Alemania son muy populares.

## Premios
Por sus proyectos relacionados con migrantes de diversos grupos étnicos fue galardonada con el Premio "Kosmopolita" 2009.
El 30 de septiembre de 2011, el alcalde de Berlín, Klaus Wowereit, le otorgó la Orden del Mérito de Berlín (Alemán).